# Pachydactylus haackei
Pachydactylus haackei — вид геконоподібних ящірок родини геконових (Gekkonidae). Мешкає в Намібії і Південно-Африканській Республіці.

## Поширення і екологія
Pachydactylus haackei мешкають на півдні Намібії, в регіонах Гардап і Карас, а також на півночі Північнокапської провінції, від Ріхтерсвельда на схід вздовж долини Оранжевої річки до водоспада Ауграбіс. Вони живуть в тріщинах серед скель. Зустрічаються на висоті від 100 до 1600 м над рівнем моря. Відкладають яйця.